# Phalacrocera tarsalba
Phalacrocera tarsalba är en tvåvingeart som beskrevs av Alexander 1936. Phalacrocera tarsalba ingår i släktet Phalacrocera och familjen mellanharkrankar. Inga underarter finns listade i Catalogue of Life.